# Delage Type D.8 RAM
Der Delage Type D.8 RAM war ein Pkw-Modell der französischen Marke Delage. Es gibt auch die Schreibweise Delage Type D8 R.A.M. Für ähnlich benannte Modelle siehe Delage Type D.8.

## Beschreibung
Delage entwickelte das Fahrzeug im Laufe des Jahres 1931. Am 24. Dezember 1931 wurde darüber berichtet. Es blieb bei Prototypen. Eine Vermarktung erfolgte nicht. Erst wesentlich später wurde der nationalen Zulassungsbehörde das Fahrzeug mit der Nummer 35.139 vorgeführt. Die Genehmigung wurde am 2. März 1935 erteilt. Die Gründe sind unklar. Eine Quelle vermutet, dass eines der Fahrzeuge zu dieser Zeit verkauft wurde, und zwar entweder an eine Privatperson, an einen Freund von Louis Delâge oder an einen Gläubiger. Delage befand sich damals in großen finanziellen Schwierigkeiten und wurde im nächsten Monat liquidiert.
Ein Achtzylindermotor trieb die Fahrzeuge an. Er hatte 77 mm Bohrung und 109 mm Hub. Das ergab 4061 cm³ Hubraum, 23 Cheval fiscal und 105 PS Motorleistung. Der Motor stammte aus dem Delage D.8. 1931 gab es auch Gerüchte über einen Zwölfzylindermotor.
Die Maße des Fahrgestells sind nicht überliefert. Eine 1973 von Philippe Charbonneaux angefertigte Skizze zeigt einen Roadster.
RAM stand für Roues Avant Motrices. Ungewöhnlich war der Frontantrieb. Es war das einzige Modell von Delage, bei dem die Vorderräder angetrieben wurden.